# César Eduardo Rodríguez
César Eduardo Rodríguez (21 settembre 1967) è un ex calciatore peruviano, di ruolo centrocampista.